# Coppa Mitropa 1975-1976
La Coppa Mitropa 1975-1976 fu la trentaseiesima edizione del torneo e venne vinta dagli austriaci del Wacker Innsbruck, alla seconda vittoria nella competizione.
Ognuna delle cinque nazioni aveva un posto disponibile, cui si aggiungeva la detentrice.

## Partecipanti
| Nazione                   | Squadra                           | Campionato                                                  | Note                                           |
| ------------------------- | --------------------------------- | ----------------------------------------------------------- | ---------------------------------------------- |
| Cecoslovacchia (bandiera) | Zbrojovka Brno                    | 4º campionato di Cecoslovacchia 1974-75                     | Vincitrice della Coppa Intertoto 1975 Girone 5 |
| Italia (bandiera)         | Perugia                           | 1º campionato d'Italia serie B 1974-75                      |                                                |
| Jugoslavia (bandiera)     | Velez Mostar                      | 4º campionato di Jugoslavia 1974-75                         |                                                |
| Ungheria (bandiera)       | Ferencvárosi TC                   | 3º campionato d'Ungheria 1974-75                            |                                                |
| Austria (bandiera)        | Wacker Innsbruck FK Austria / WAC | Qualificata come detentrice 4º campionato d'Austria 1974-75 | Campione d'Austria 1974-75                     |

## Torneo

### Fase a gironi

#### Gruppo A
Risultati
| Squadra 1        | Totale | Squadra 2        | Andata | Ritorno |
| ---------------- | ------ | ---------------- | ------ | ------- |
| Ferencvárosi TC  | -      | Zbrojovka Brno   | 7 - 1  | 2 - 3   |
| Zbrojovka Brno   | -      | Wacker Innsbruck | 4 - 3  | 1 - 1   |
| Wacker Innsbruck | -      | Ferencvárosi TC  | 1 - 0  | 2 - 0   |

Classifica
| Squadra          | P.ti | G | V | P | S | GF | GS | DR |
| ---------------- | ---- | - | - | - | - | -- | -- | -- |
| Wacker Innsbruck | 5    | 4 | 2 | 1 | 1 | 7  | 5  | +2 |
| Zbrojovka Brno   | 5    | 4 | 2 | 1 | 1 | 9  | 13 | -4 |
| Ferencvárosi TC  | 2    | 4 | 1 | 0 | 3 | 9  | 7  | +2 |

#### Gruppo B
Risultati
| Squadra 1        | Totale | Squadra 2        | Andata | Ritorno |
| ---------------- | ------ | ---------------- | ------ | ------- |
| FK Austria / WAC | -      | Perugia          | 1 - 2  | 2 - 1   |
| Perugia          | -      | Velez Mostar     | 2 - 4  | 0 - 0   |
| Velez Mostar     | -      | FK Austria / WAC | 2 - 0  | 1 - 2   |

Classifica
| Squadra          | P.ti | G | V | P | S | GF | GS | DR |
| ---------------- | ---- | - | - | - | - | -- | -- | -- |
| Velez Mostar     | 5    | 4 | 2 | 1 | 1 | 7  | 4  | +3 |
| FK Austria / WAC | 4    | 4 | 2 | 0 | 2 | 5  | 6  | -1 |
| Perugia          | 3    | 4 | 1 | 1 | 2 | 5  | 7  | -2 |

### Finale
Gare giocate il 30 giugno e 7 luglio
| Squadra 1        | Totale | Squadra 2    | Andata | Ritorno |
| ---------------- | ------ | ------------ | ------ | ------- |
| Wacker Innsbruck | 6 - 2  | Velez Mostar | 3 - 1  | 3 - 1   |

## Classifica marcatori
|  | Gol | Marcatore         | Squadra          |
|  | --- | ----------------- | ---------------- |
|  | 6   | Kurt Welzl        | Wacker Innsbruck |
|  | 5   | Vahid Halilhodžić | Velez Mostar     |
|  | 3   | Ferenc Szabó      | Ferencvárosi TC  |
|  | 3   | Tibor Nyilasi     | Ferencvárosi TC  |
|  | 3   | Karel Kroupa      | Zbrojovka Brno   |
|  | 2   | Werner Schwartz   | Wacker Innsbruck |
|  | 2   | Maurizio Marchei  | Perugia          |
|  | 2   | Kurt Leitner      | FK Austria / WAC |
|  | 2   | Ľudovít Mikloš    | Zbrojovka Brno   |
|  | 2   | Franjo Vladić     | Velez Mostar     |